# Frans Pretorius
Frans Pretorius (31 de julho de 1973) é um físico sul-africano e canadense, especializado em simulações computacionais em astrofísica e soluções numéricas das equações de campo de Einstein. É professor de física na Universidade de Princeton e diretor da Princeton Gravity Initiative.

## Formação e carreira
Pretorius obteve um grau de B.Sc. em engenharia de computação em 1996 e um M.Sc. em física em 1999 com a dissertação Topics in Black Hole Physics, orientado por Werner Israel, na Universidade de Vitória. Obteve um Ph.D. em 2002 na Universidade da Colúmbia Britânica, orientado por Matthew Choptuik, com uma tese sobre simulação numérica do colapso gravitacional, pela qual recebeu o Nicholas Metropolis Award de 2003 da American Physical Society. De 2002 a 2005 foi Richard Chase Tolman Fellow no Instituto de Tecnologia da Califórnia. Tornou-se então professor assistente em 2005 na Universidade de Alberta e em 2007 na Universidade de Princeton.

## Prêmios e honrarias
Pretorius foi Sloan Fellow em 2010 e recebeu em 2010 o Prêmio Aneesur Rahman. Em 2011 foi eleito fellow da American Physical Society. Em 2017 foi agraciado com o New Horizons in Physics Prize pelo desenvolvimento do primeiro código de computador que pode simular o movimento espiral e a fusão de dois buracos negros; em 2017 cinco outros físicos em dois grupos diferentes dividiram o prêmio por trabalhos realizados independentemente de Pretorius. Em 2021 recebeu a Medalha Dirac do ICTP.

## Publicações selecionadas
- Pretorius, Frans (Setembro 2005). «Evolution of Binary Black-Hole Spacetimes». Physical Review Letters. 95 (12): 121101. Bibcode:2005PhRvL..95l1101P. ISSN 0031-9007. PMID 16197061. arXiv:gr-qc/0507014. doi:10.1103/physrevlett.95.121101
- Colpi, Monica (2009). Physics of relativistic objects in compact binaries : from birth to coalescence. Dordrecht: Springer. ISBN 978-1-4020-9264-0. OCLC 341597764